# مارغريت د. جاكوبس
مارغريت د. جاكوبس (بالإنجليزية: Margaret D. Jacobs)‏ هي مؤرخة أمريكية، ولدت في 31 يناير 1963 في سان بدروس ‏ في الولايات المتحدة.